# Чемпионат Палау по футболу 2004
I чемпионат Палау по футболу был организован в связи с попытками вступления футбольной ассоциации Палау в ФИФА (безуспешно). Вследствие недостатка средств у ассоциации, все матчи были проведены на «Легкоатлетическом стадионе Палау» в Короре.

## Групповой раунд
По итогам однокругового турнира были выявлены 2 команды вышедшие в финал и команды занявшие 3-е и 4-е место.
| # | Команда                         | И | В | Н | П | Мячи  | Очки |
| - | ------------------------------- | - | - | - | - | ----- | ---- |
| 1 | Дэо Нгатпанг                    | 3 | 2 | 1 | 0 | 6 − 4 | 7    |
| 2 | Маунт Эверест Непал             | 3 | 1 | 1 | 1 | 5 − 5 | 4    |
| 3 | Легкоатлетическая команда Палау | 3 | 1 | 0 | 2 | 6 − 8 | 3    |
| 4 | Бангладеш                       | 3 | 1 | 0 | 2 | 6 − 6 | 3    |

### 1-й тур
- 28.11.2004 Дэо Нгатпанг — Команда Бангладеш — 3:2
- 28.11.2004 Маунт Эверест Непал — Легкоатлетическая команда Палау — 4:2

### 2-й тур
- 05.12.2004 Дэо Нгатпанг — Легкоатлетическая команда Палау — 2:1
- 05.12.2004 Команда Бангладеш — Маунт Эверест Непал — 2:0

### 3-й тур
- 12.12.2004 Дэо Нгатпанг — Маунт Эверест Непал — 1:1
- 12.12.2004 Команда Бангладеш — Легкоатлетическая команда Палау — 2:3

## Финал
- 19.12.2004 Дэо Нгатпанг — Маунт Эверест Непал — 2:0

## Статистика чемпионата
- В 7 матчах турнира было забито 25 голов (в среднем 3. 57 гола за игру).
- Лучший бомбардир: Тони Илилау (Легкоатлетическая команда Палау) — 4 мяча.